# The Bottom
The Bottom (Nederlands oorspronkelijk: Botte) is de hoofdplaats van het Nederlandse eiland Saba. Bij de laatste volkstelling in 2001 had het dorp 462 inwoners. Het ligt, anders dan de naam doet vermoeden, ongeveer 220 meter boven de zeespiegel.
De plaats werd in 1632 gesticht door Zeeuwse kolonisten. Zij gaven het de naam "Botte", een oud Nederlands woord voor kom. De naam verwijst naar de ligging, in een relatief vlak dal omringd door hoge rotsen. Al vrij snel werden de eerste Zeeuwse kolonisten in aantal overtroffen door zeelieden en piraten uit Ierland en Schotland enerzijds en Afrikaanse slaven anderzijds. Het eiland werd daardoor Engelstalig en de naam Botte verengelste tot Bottom.
In The Bottom bevindt zich het bestuurskantoor van de eilandelijke overheid en het Gouverneurshuis van de gezaghebber, dat in 1970 het oude houten gouverneursgebouw verving dat in 1966 wegens houtrot moest worden afgebroken. Het oude 19e-eeuwse gasthuis van de gouverneur is nu een hotel. Verder is er een politiebureau en een medisch centrum.
Het dorp telt drie kerken, waarvan de anglicaanse Christuskerk (Christ Church) uit 1777 het oudste gebouw van Saba is. De twee andere kerken zijn de rooms-katholieke Heilig Hartkerk (Sacred Heart Church) uit 1877 en de Wesleyaanse Heiligingskerk (Wesleyan Holiness Church) uit 1919, die in 1995 door een orkaan zwaar beschadigd raakte. Verder bevindt zich in The Bottom het Major Osman Ralph Simmons Museum, waar allerhande gebruiksvoorwerpen te zien, verzameld door de politieman die het museum zijn naam gaf.
Vanwege de zeer geïsoleerde ligging van Saba kreeg het eiland in het verleden veel steun van buitenaf. Met Nederlands geld werd in 1935 het Wilhelminapark aangelegd, dat een achthoekige muziektent herbergt en als ontmoetingsplek dient. Van recentere datum is ook een kleine zijdezeefdrukfabriek, die in 1972 met steun uit Nederland en van de VN is gebouwd om de bevolking in nieuwe middelen van bestaan te voorzien. In 1986 werd de Saba University School of Medicine gesticht, een kleine Amerikaanse universitaire faculteit voor geneeskunde.
De belangrijkste straten in The Bottom zijn de Brouwerstraat, de Jonckheerstraat (naar Efraïn Jonckheer), de Kerkstraat, de Noordstraat en de Wilhelminastraat.
Vanuit The Bottom loopt The Road omlaag naar de enige haven van Saba. De plaats is ook over The Road verbonden met de andere dorpen op het eiland, waarvan St. Johns het dichtstbij gelegen is.

## Galerij

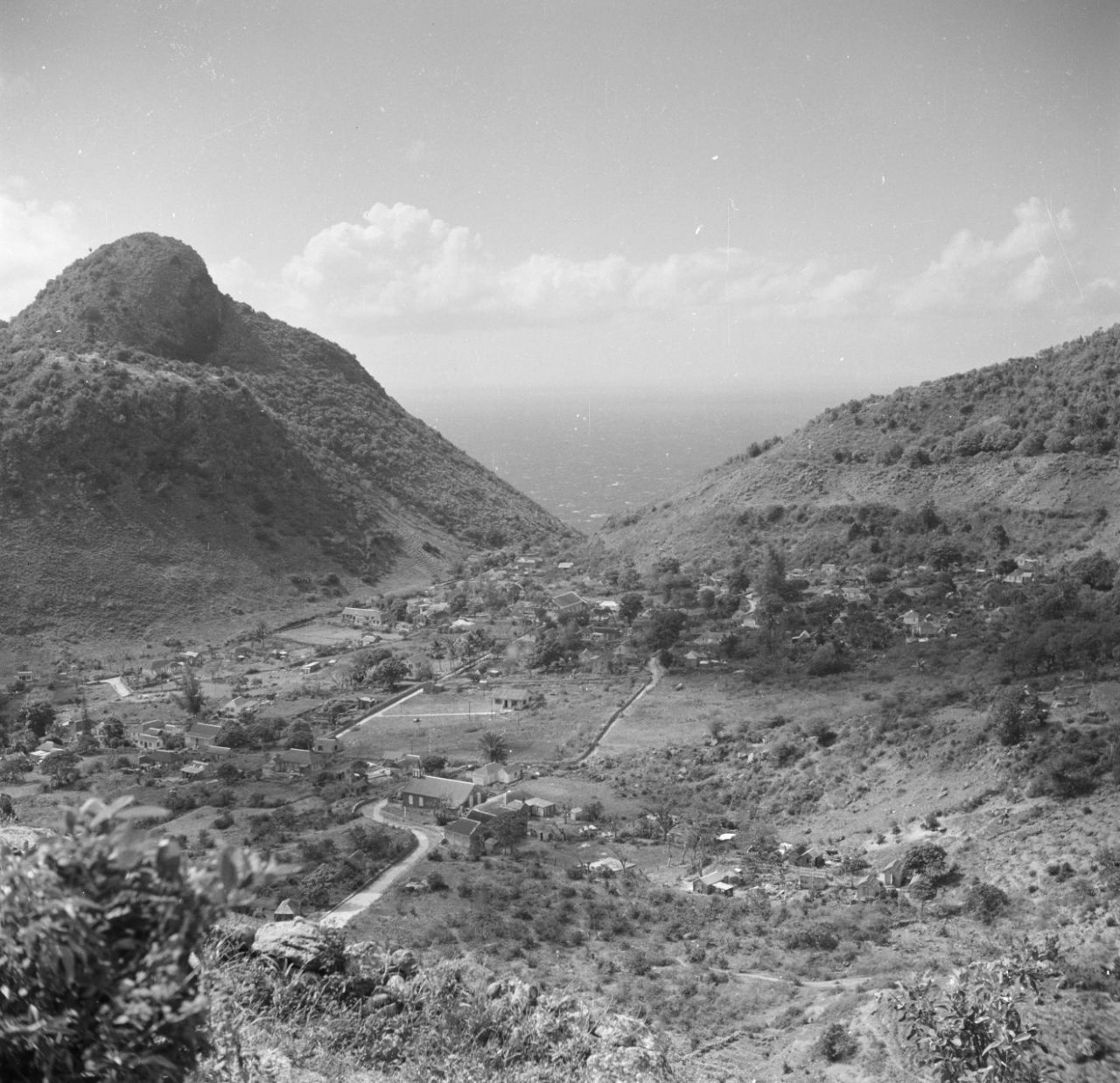
The Bottom in 1947
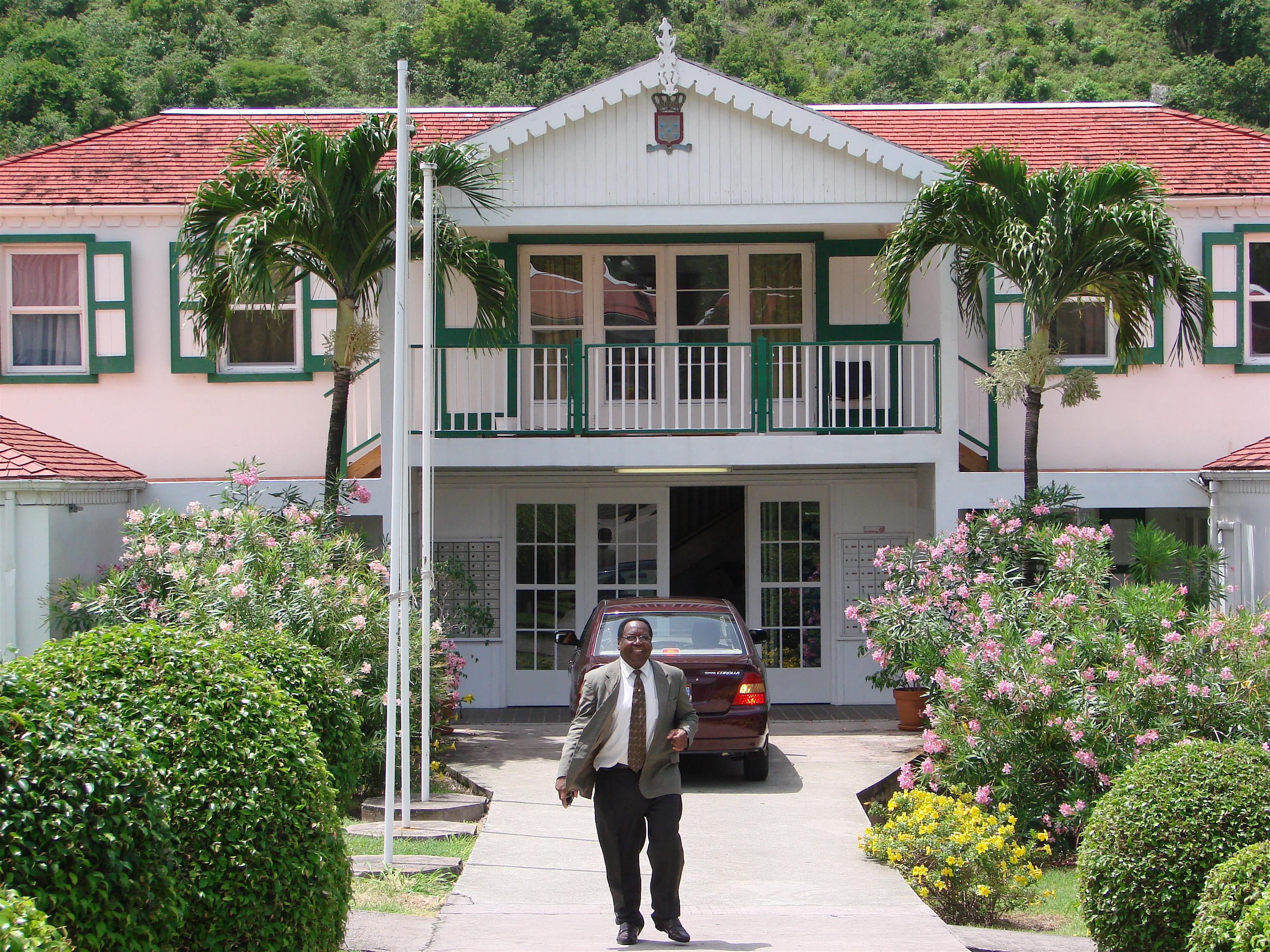
Bestuurskantoor van Saba
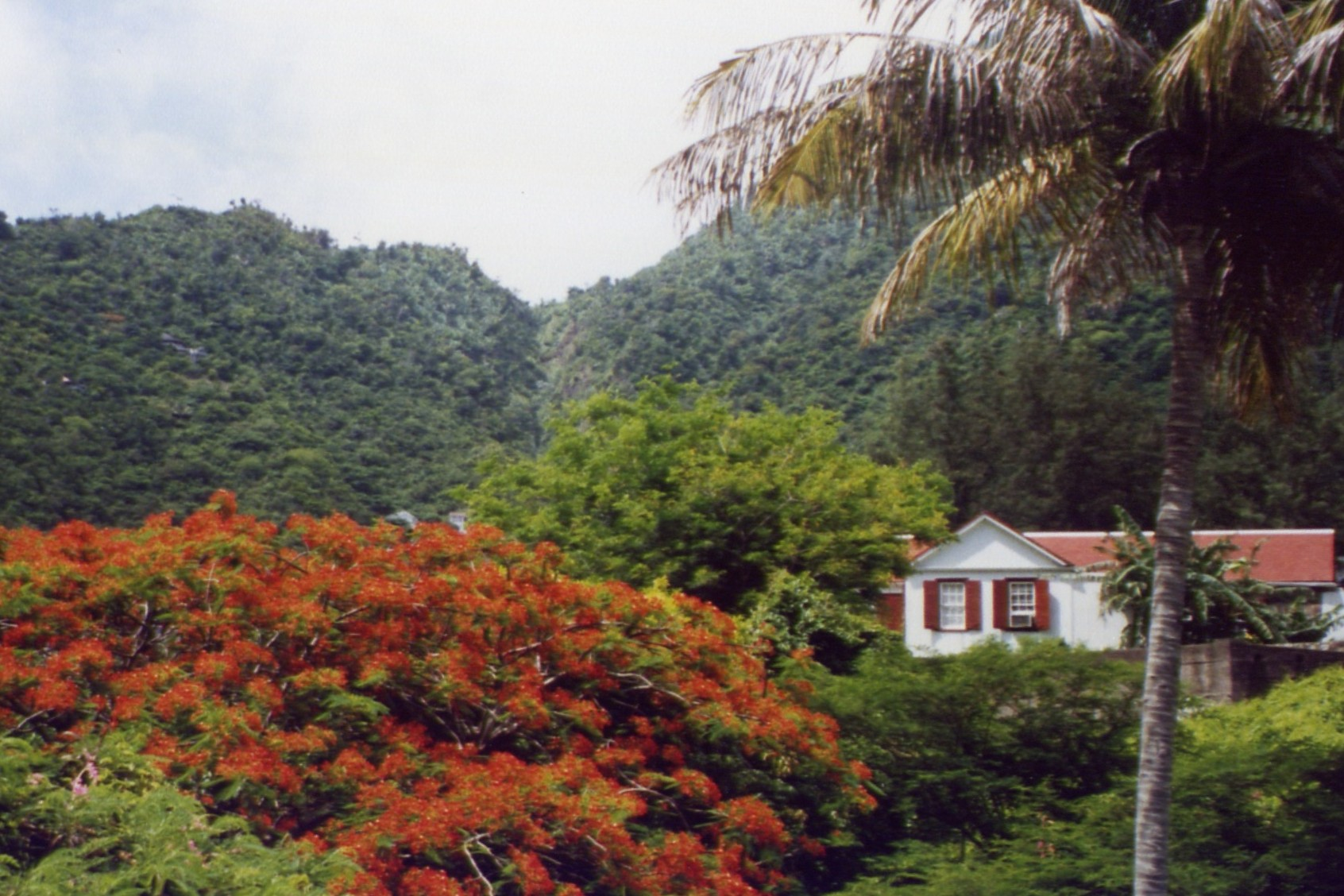
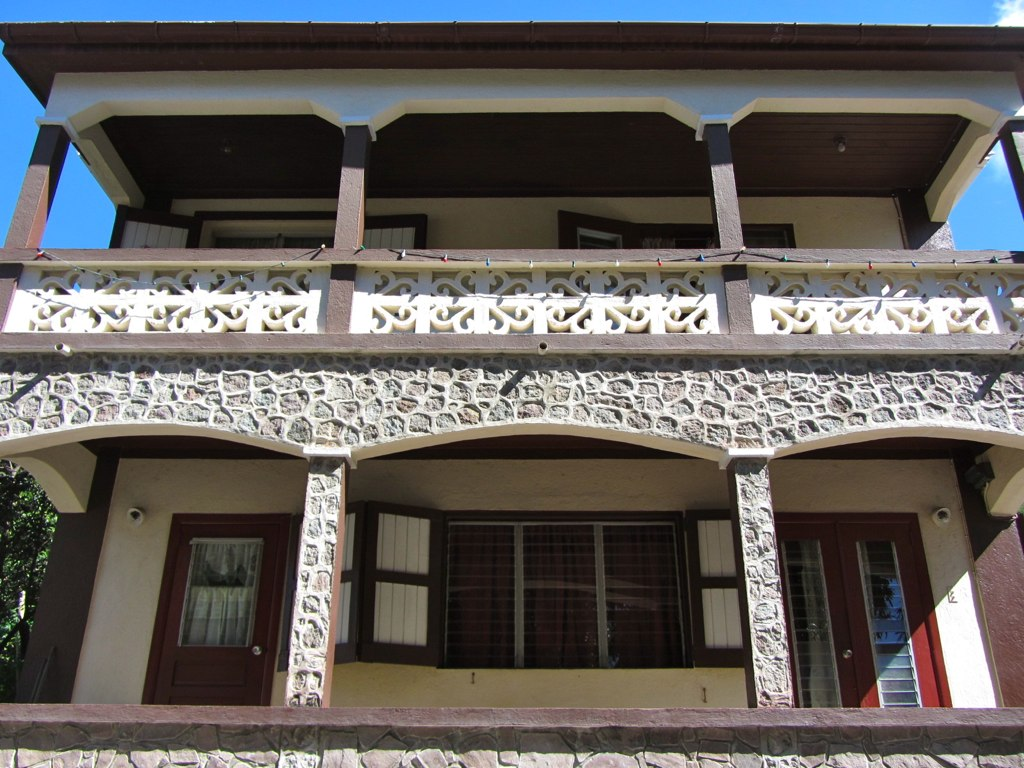

Hoofdstad: Amsterdam  Regeringszetel: Den Haag

Provincies: Assen (Drenthe) · Lelystad (Flevoland) · Leeuwarden (Friesland) · Arnhem (Gelderland) · Groningen (Groningen) · Maastricht (Limburg) · 's-Hertogenbosch (Noord-Brabant) · Haarlem (Noord-Holland) · Zwolle (Overijssel) · Utrecht (Utrecht) · Middelburg (Zeeland) · Den Haag (Zuid-Holland)

Landen: Philipsburg (Sint Maarten) · Oranjestad (Aruba) · Willemstad (Curaçao) · Amsterdam (Nederland)

Caribisch Nederland: Oranjestad (Sint Eustatius) · The Bottom (Saba) · Kralendijk (Bonaire)
St. Johns · 
The Bottom · 
Windwardside · 
Zions Hill